# Южный полярный круг

Линия Южного полярного круга отмечена синим цветом

Южный полярный круг (красная линия) на карте Земли

Ю́жный поля́рный круг — один из двух полярных кругов и самая южная из пяти выделенных параллелей, отмечаемых на географических картах; самая южная широта, на которой центр солнечного диска в полдень виден только в июньское солнцестояние, и, в то же время, самая северная широта, в которой центр солнечного диска в полночь виден только в декабрьское солнцестояние, и южнее которой бывают полярные дни и ночи.

## Описание
Южный полярный круг находится в 66°33′44″ (66.5622°) внутри района Антарктики, ниже 60° южной широты. К северу от ЮПК находится южный пояс умеренного климата. Аналогичная параллель в северном полушарии называется северный полярный круг. Южный полярный круг пересекает Южный океан, а также помимо этого территории Антарктиды, проходит через Антарктический полуостров, далее через море Уэдделла, море Лазарева, море Рисер-Ларсена, море Космонавтов и его залив Амундсена, далее он проходит через море Содружества, Землю Эндерби, Землю Принцессы Елизаветы, море Дейвиса, берег Нокса, берег Правды, бухту Винсенс в море Моусона. В дальнейшем он проходит попеременно по океану и берегам Земли Уилкса: Нокса, Бадда, Банзарэ, Клари. В дальнейшем южный полярный круг выходит с антарктического материка неподалёку от французской станции «Дюмон-Дюрвиль» в тихоокеанский сектор Южного океана. Общая протяжённость Южного полярного круга составляет около 16 тысяч км.
Южный полярный круг обозначает северную границу области полярного дня и полярной ночи. В любом месте к югу от полярного круга солнце находится над горизонтом в течение 24 часов по крайней мере один раз в год и не показывается над горизонтом в течение 24 часов по крайней мере один раз в год. Над полярным кругом эти события происходят ровно по одному разу за год, в декабре и июне соответственно. Южный полярный круг — климатическая граница Антарктики.
В связи с суровостью климата Антарктики за полярным кругом постоянных жителей нет — всё население работает на научных станциях Антарктиды. Она занимает почти 71 % его внутреннего пространства, выходя краевыми частями за его пределы.

### История
Впервые европейские путешественники пересекли южный полярный круг 17 января 1773 между 11 часами утра и полуднем. Британский корабль «Резолюшн» под управлением Джеймса Кука пересёк южный полярный круг в современном море Космонавтов на долготе 39°35' в. д. (Индийский сектор Южного океана).